# Chemnitz (Fluss)
Die Chemnitzⓘ (aus dem Sorbischen von Kamenica, „Steinbach“) ist ein rechter und der wichtigste Nebenfluss der Zwickauer Mulde sowie Namensgeberin der gleichnamigen sächsischen Stadt.

## Verlauf

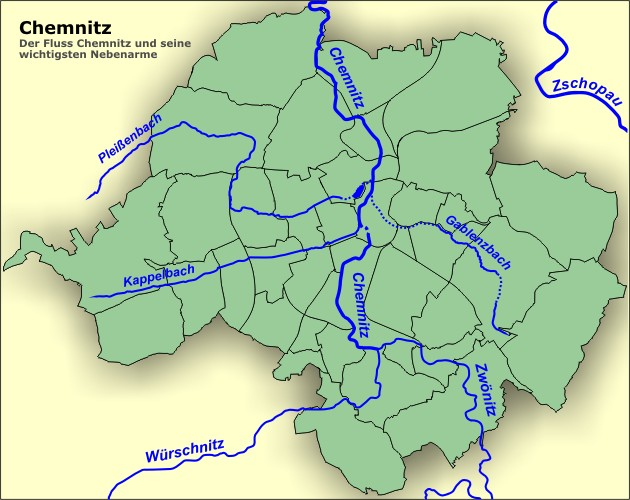
Die Chemnitz mit Quell- und Nebenflüssen im Chemnitzer Stadtgebiet

Die Chemnitz entsteht durch den Zusammenfluss der Würschnitz (Hügelbach) und der größeren Zwönitz (Zvonica – geräuschvoller Bach) im Süden der Stadt Chemnitz (im Stadtteil Altchemnitz) und verläuft parallel der Annaberger Straße bis zum Stadtkern (Falkeplatz). Anschließend fließt die Chemnitz westlich am Brühl vorbei, um dann im Chemnitztal durch die Stadtteile Furth und Draisdorf in Höhe des Schützenwaldes die Stadt Chemnitz zu verlassen.
Innerhalb des Stadtgebietes wird die Chemnitz von einigen sowohl oberirdisch (z. B. Kappelbach, Pleißenbach, Bahrebach) als auch unterirdisch (z. B. Bernsbach, Gablenzbach) verlaufenden Bächen gespeist. Außerdem fließen in die Chemnitz der Glösbach, der Wittgensdorfer Bach, der Auerswalder Bach, der Holzbach, der Röllingshainer Bach, der Voselsbach, der Mohsbach, der Pfaffenschluchtbach, der Kalte Bach und der Wiederbach.
Der Fluss verlässt im Norden die Stadt und fließt an Taura vorbei. Wenig unterhalb verengt sich das Tal zu mehreren schluchtartigen Felsengen im so genannten Schweizerthal. Hier bildet die Chemnitz blockreiche Wildwasserstrecken mit hohem Gefälle. Zwei Kilometer südlich von Wechselburg mündet die Chemnitz in die hier ebenfalls in sehr engem Tal fließende Zwickauer Mulde. Die Chemnitz lieferte vor allem im 19. Jahrhundert Wasserkraft für örtliche Handwerks- und Industriebetriebe.
Von Furth bis Taura begleitet die Bundesstraße 107 den Fluss am rechten Ufer, von da die Staatsstraße S 240 bis Mohsdorf am linken, dann bis Göritzhain am rechten Ufer. Von Furth bis zur Mündung folgte auch die Ende 2002 stillgelegte Chemnitztalbahn dem Tal des Flusses, wechselte aber mehrmals das Ufer. Auf bzw. neben der einstigen Trasse verläuft heute der Chemnitztalradweg.

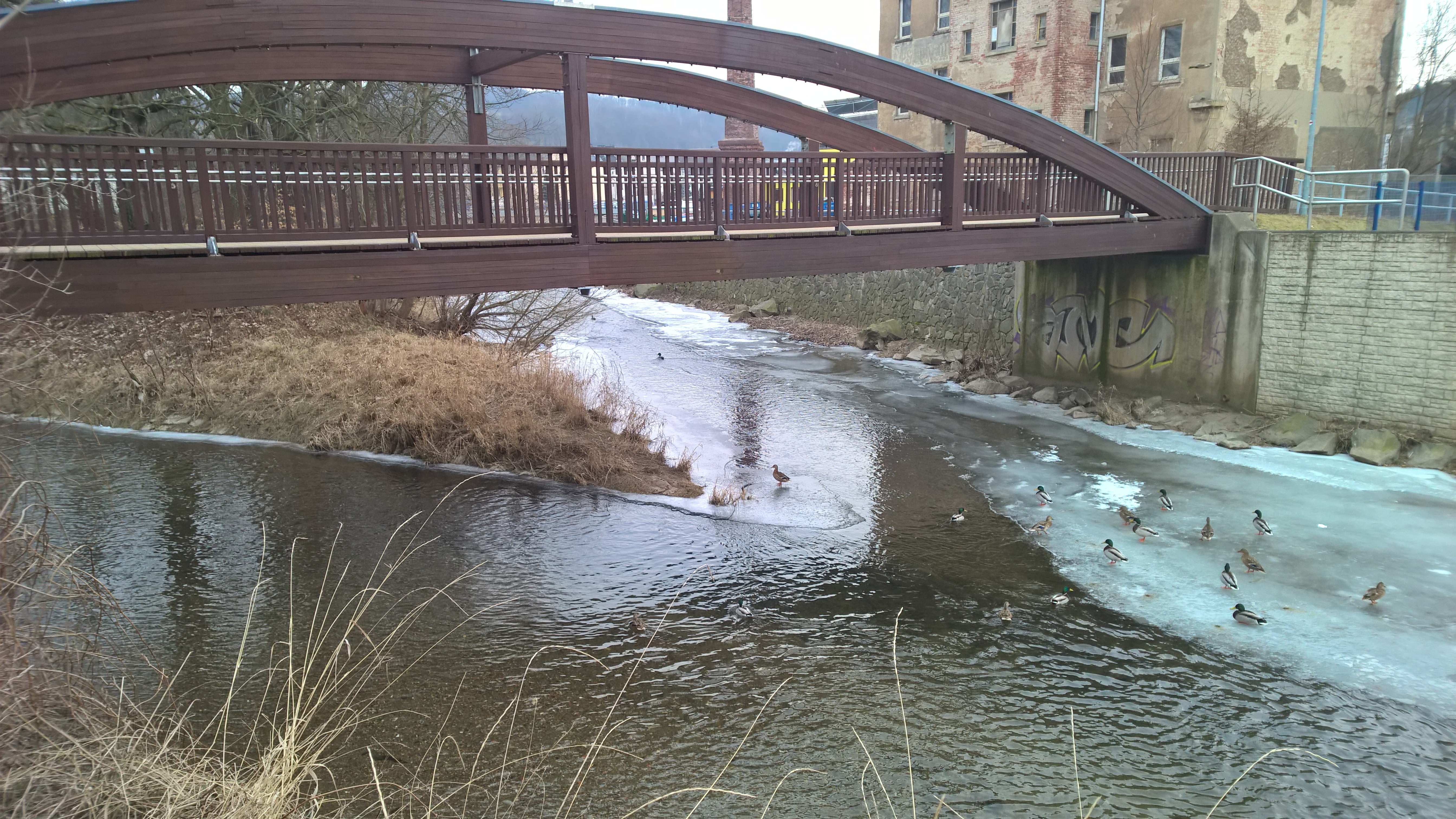
Zusammenfluss von Zwönitz (im Bild links) und Würschnitz zur Chemnitz am 3. März 2018.
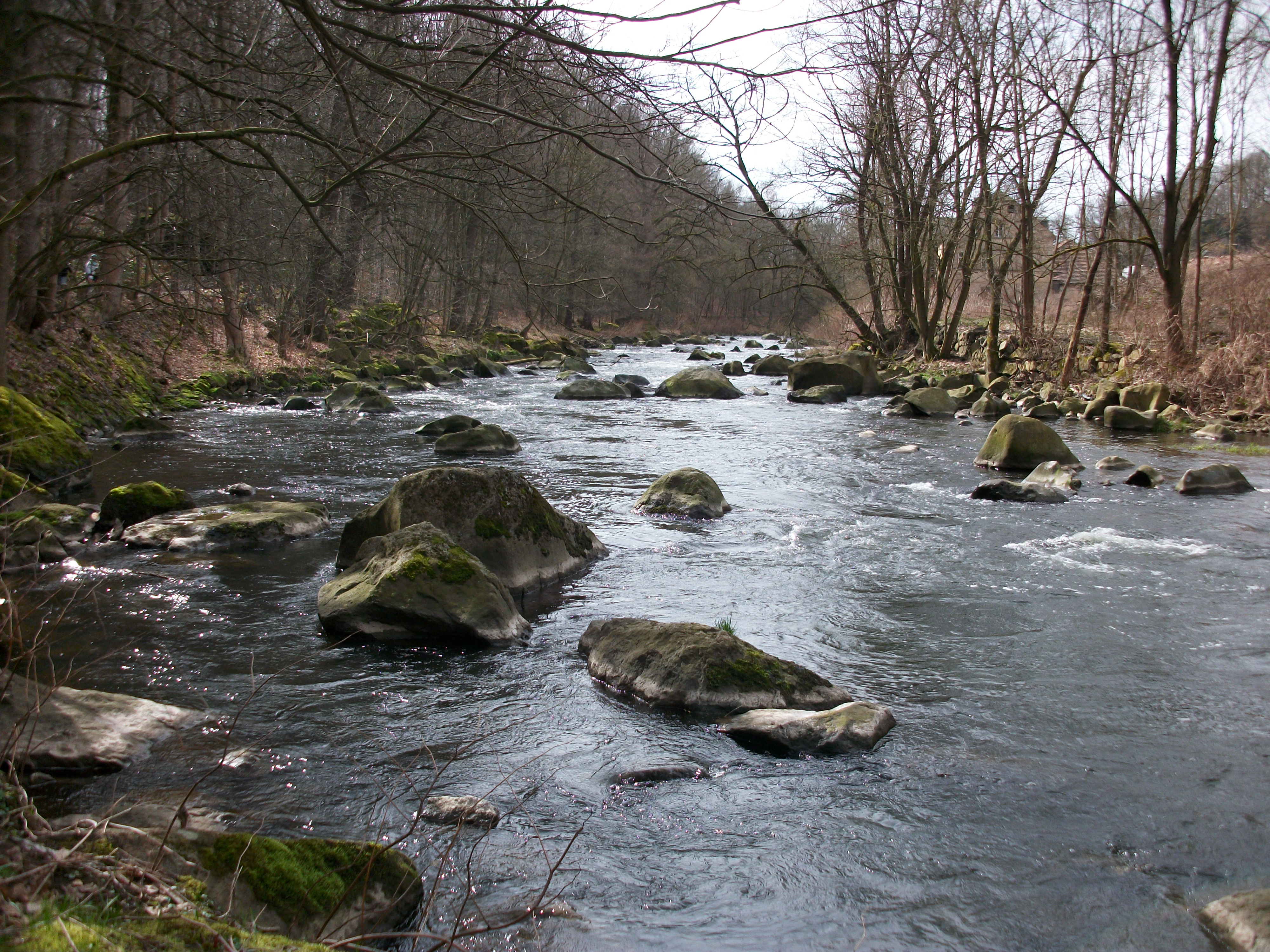
Chemnitzfluss bei Schweizerthal
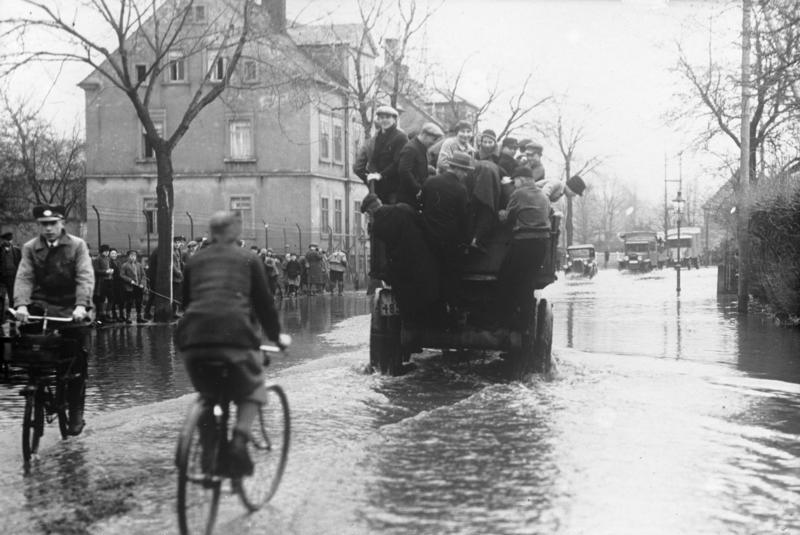
Hochwasser der Chemnitz in Chemnitz-Furth (Januar 1932)
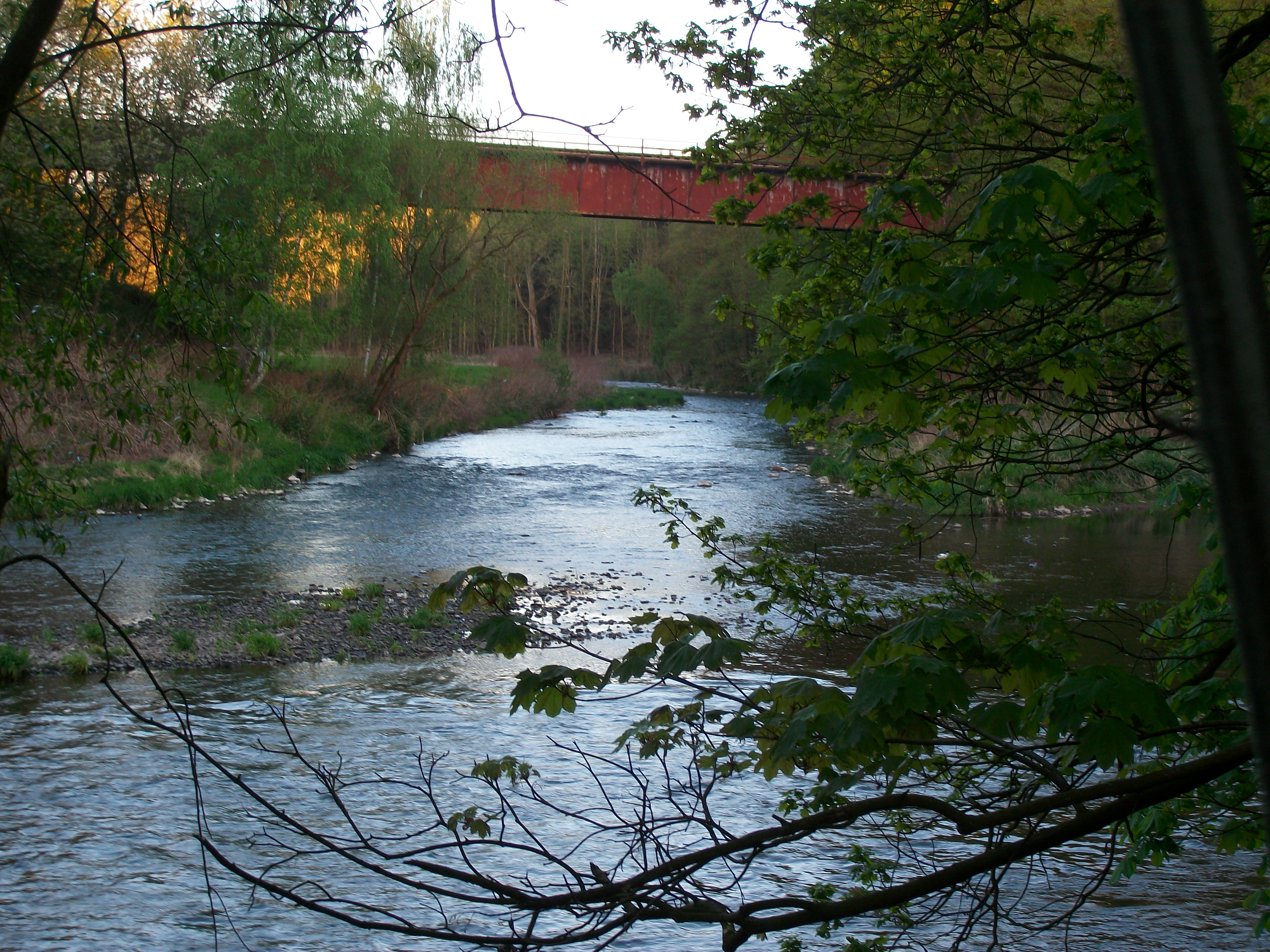
Mündung der Chemnitz bei Wechselburg, Brücke der Muldentalbahn (2016)
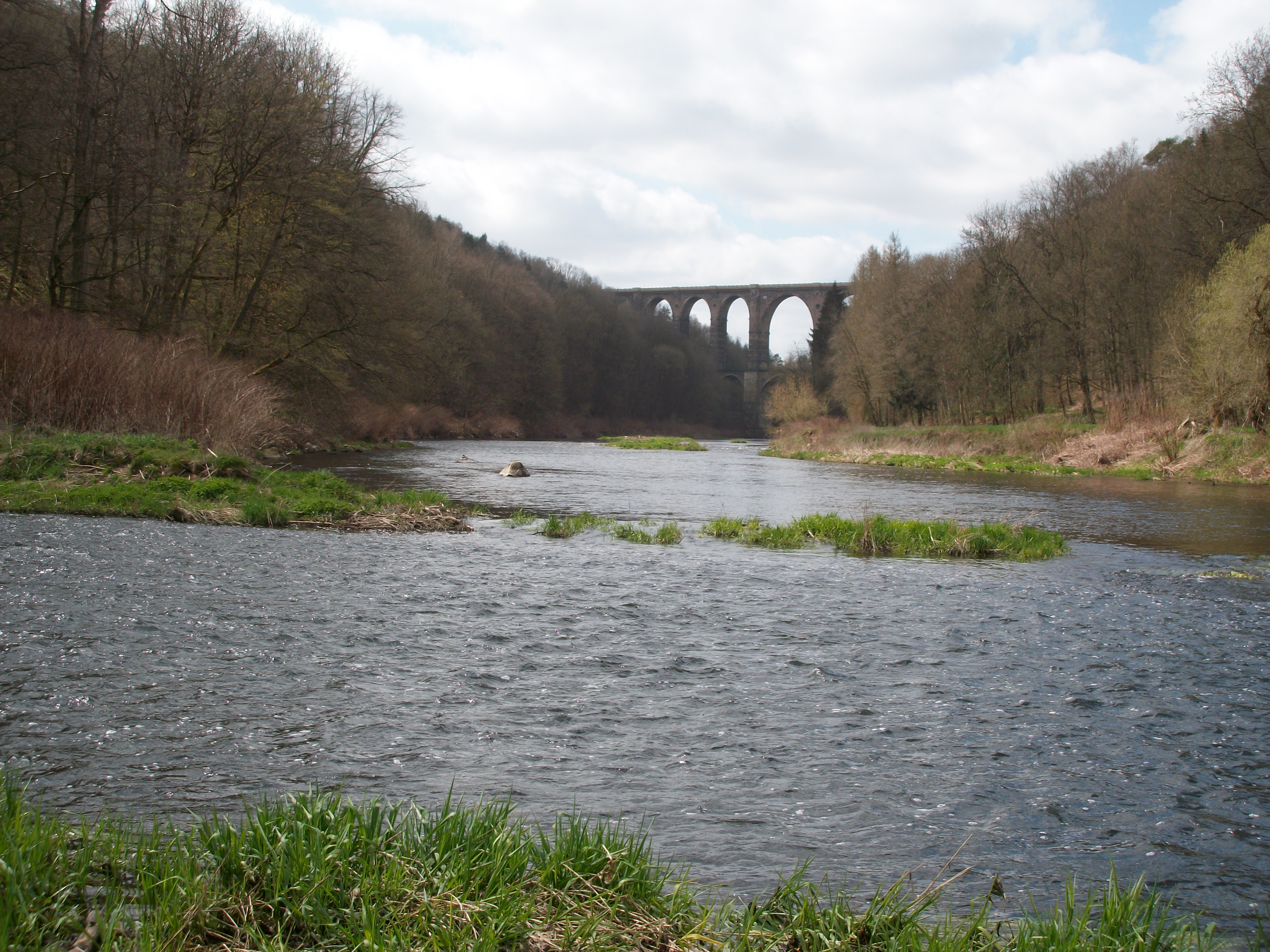
Mündung der Chemnitz, Blick zum Göhrener Viadukt (2021)